# Carmelo Artiles
Carmelo Artiles Bolaños  (Santa María de Guía, 26 de mayo de 1945-Las Palmas de Gran Canaria, 20 de febrero de 2011) fue un abogado, profesor universitario y político de Canarias, España, que fue presidente del Cabildo de Gran Canaria entre 1983 y 1991.

## Biografía
Hijo de una familia de origen humilde dedicada a la aparcería, ingresó en el seminario de Las Palmas, pasando después a la Universidad de Granada donde se licenció en Ciencias Eclesiásticas. Continuó sus estudios para licenciarse en Ciencias Sociales y doctorarse en Derecho por la Universidad de Salamanca. Trabajó como abogado laboralista en la Unión General de Trabajadores y fue profesor universitario de Sociología.
Destacado militante del Partido Socialista Obrero Español, en las elecciones municipales de 1979 fue elegido consejero en el Cabildo de Gran Canaria y concejal en el ayuntamiento de San Bartolomé de Tirajana. También salió elegido en 1996 diputado al Congreso y senador en cinco mandatos, hasta que en 2010 abandonó el escaño y la actividad política. Durante su tiempo al frente del Cabildo de Gran Canaria, impulsó la creación de la Universidad de Las Palmas de Gran Canaria y desarrolló una activa política de reforestación de la isla.